# Église Saint-Brélade
L'église de Saint-Brélade est une des douze églises paroissiales de l'île de Jersey située dans la paroisse de Saint-Brélade. Elle est une des plus anciennes églises des îles anglo-normandes datant de l'époque médiévale. À côté de cet édifice religieux, s'élève la vieille chapelle des Pêcheurs.

## Histoire

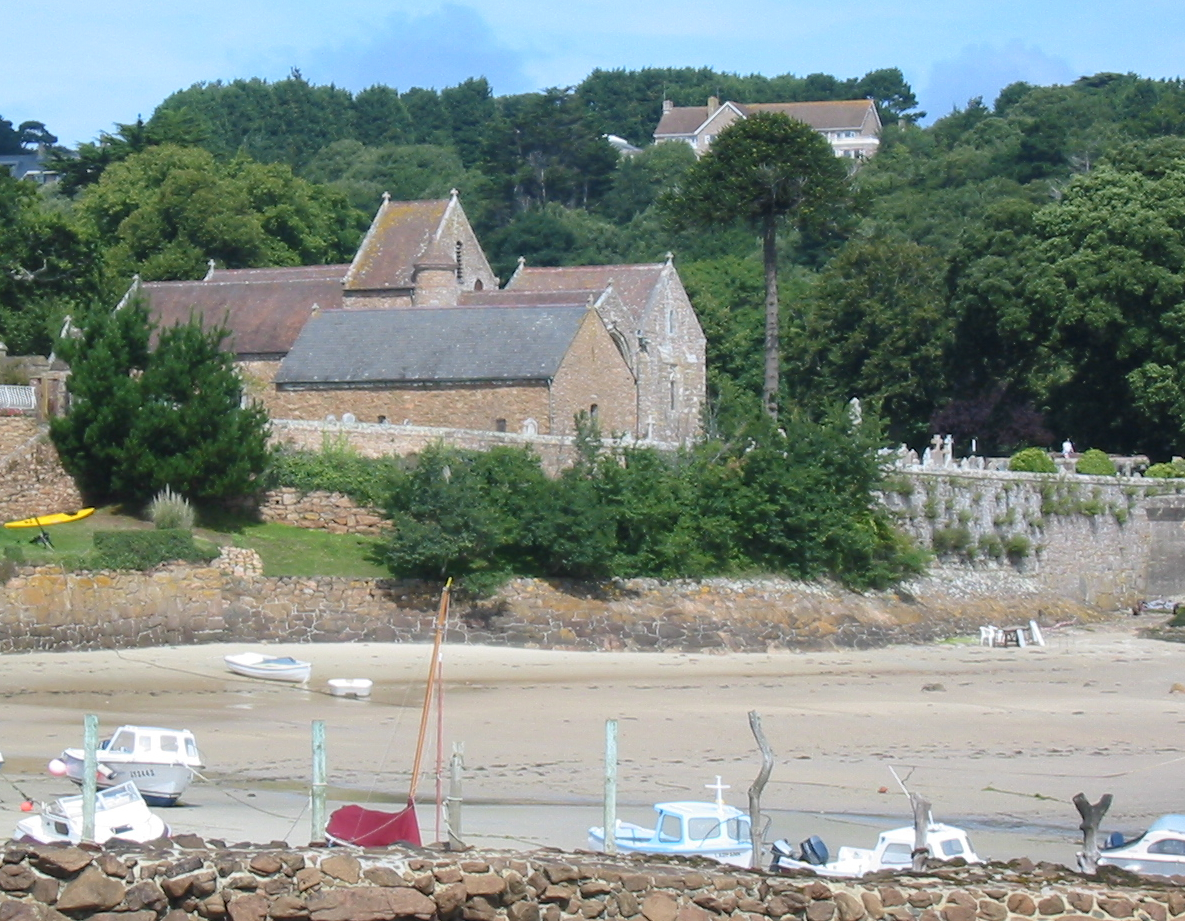
L'église de Saint-Brélade donne sur la mer.

L'église de Saint-Brélade est mentionnée dès l'époque de Robert le Danois, archevêque de Rouen et comte d'Évreux. En 1035, elle était sous le patronage du monastère de Montivilliers en Normandie. C'est l'église la plus ancienne de Jersey. Elle fut consacrée, selon le livre noir de l'évêché de Coutances le 27 mai 1111.
Le chancel qui sépare la nef du chœur est la partie la plus ancienne de l'église.
Dès le début du XIIe siècle, l'édifice religieux devient une église paroissiale. La nef est agrandie avec la construction du transept. Le clocher fut construit plus tard et un jubé fut élevé pour orner l'église.
Le texte sculpté sur la chaire est un rendu du Livre des Proverbes rédigé en français, langue vernaculaire des îles anglo-normandes. « Telles que sont les pommes d'or emaillées d'argent, telle est la parole dit comme il faut ».
La petite chapelle des Pêcheurs est située à côté de l'église paroissiale de Saint-Brélade. Cette chapelle contient des fresques médiévales qui ont survécu à l’iconoclasme de la Réforme protestante. La légende affirme que la raison de l’emplacement de l’église paroissiale et de la chapelle, situé à l’extrémité de la Baie de Saint-Brélade, comparativement éloignée des centres historiques de la population, est peu commune. En effet, à l’origine, les Saint-Bréladais avaient prévu de construire l’église et la chapelle beaucoup plus près des habitations, à l’intérieur des terres. Cependant, troublés par la construction des fondations, les p'tits faîtchieaux (les lutins), dont le temple se situait dans un dolmen voisin, défaisaient chaque nuit les travaux de construction et transportaient magiquement tous les outils et les matériaux vers le bas du rivage à tel point que les humains auraient fini par renoncer à leurs plans originels pour construire l’église à l’endroit indiqué par les fées.

## Personnalités inhumées dans le cimetière

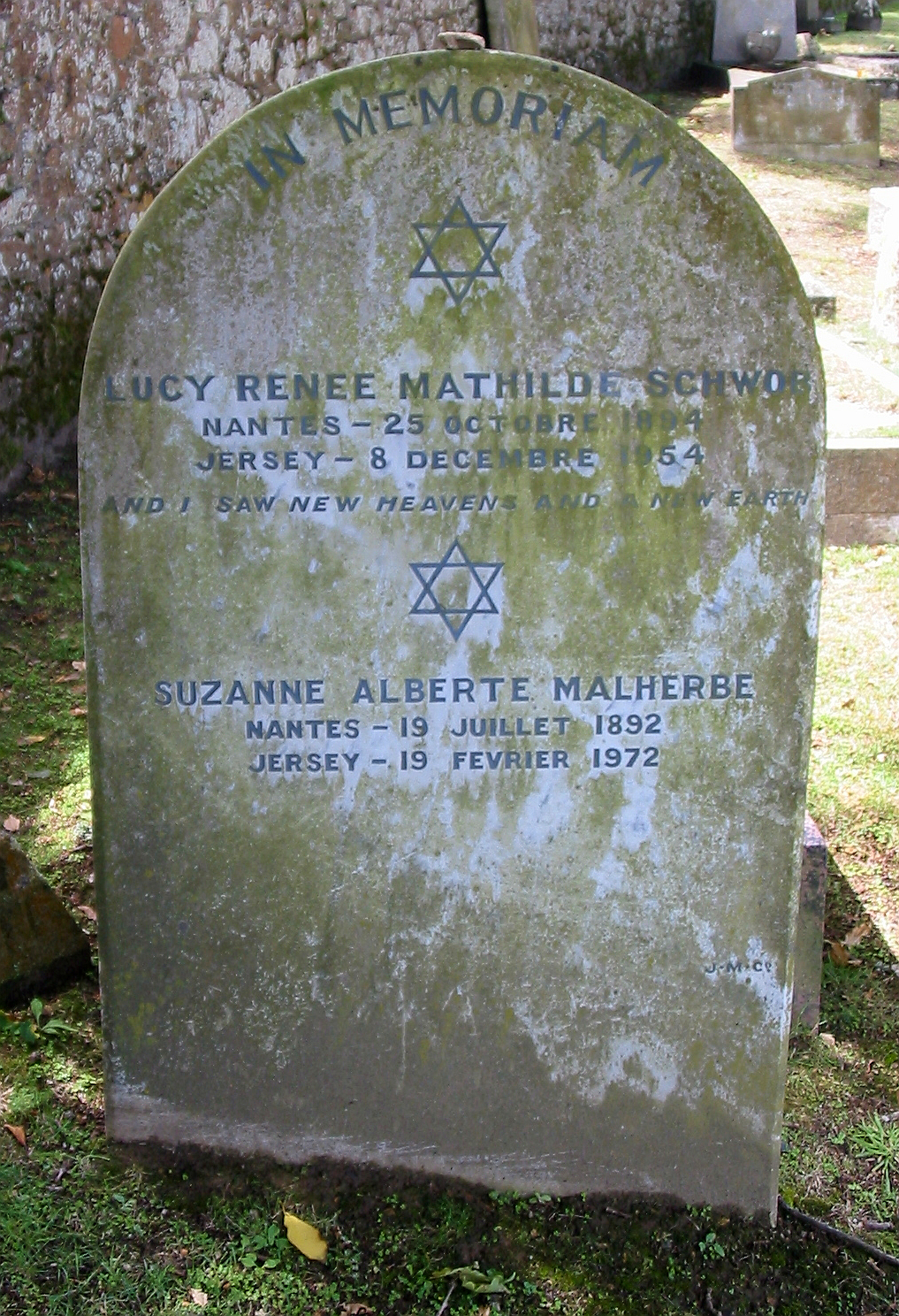
Vue de la pierre tombale de Claude Cahun (Lucy Schwob) et Marcel Moore (Suzanne Malherbe).

- Claude Cahun, née Lucy Schwob, (1974-1954), artiste et résistante française.
- Suzanne Malherbe (1872-1971), dite Marcel Moore, artiste et résistante française durant la Seconde Guerre mondiale.